# Професійні свята в Україні
|  | Службовий список статей, створений для координації робіт з розвитку теми. Це попередження не встановлюється на інформаційні списки і глосарії. |

Українські професійні свята, що відзначаються щорічно.

## Січень
- День працівників контрольно-ревізійної служби України (26 січня)
- Міжнародний день електронщика (30 січня)

## Березень
- День працівника податкової та митної справи України (18 березня)[1] (2014—2020)
- Всеукраїнський день працівників культури та майстрів народного мистецтва (23 березня).
- День Служби безпеки України (25 березня).
- День Національної гвардії України (26 березня).

## Квітень
- День геолога (перша неділя квітня; числа 1-7) — професійне свято працівників геології, геодезії та картографії України.
- День стелажника - 4 квітня.
- День пожежної охорони (17 квітня)[2]
- День працівників Державної кримінально-виконавчої служби України - (22 квітня)

## Травень
- День банківських працівників (20 травня).
- День науки (третя субота травня; 15-21 числа) — професійне свято працівників науки України.
- День хіміка (остання неділя травня) — професійне свято працівників хімічної та нафтохімічної промисловості України.
- День працівників видавництв, поліграфії і книгорозповсюдження (в Україні — остання субота травня).
- День Державної служби спеціального зв'язку та захисту інформації України (25 травня).
- День прикордонника (28 травня).
- День зварювальника (остання п'ятниця травня)

## Червень
- День господарських судів України — 4 червня
- День журналіста — 6 червня
- День працівників водного господарства — перша неділя червня
- День працівників легкої промисловості — друга неділя червня; 8-14 числа.
- День працівника фондового ринку — 12 червня.
- День фермера — 19 червня.
- День працівника служби контролю за регульованими цінами (21 червня) — у цей день прийнято Закон України «Про ціни і ціноутворення».
- День державної служби — 23 червня.
- День митної служби України — 25 червня (свято встановлене у 1992 році[3]; скасовано у 2013 році[1])
- Всесвітній день рибалки — 27 червня

## Липень
- День архітектури України (1 липня)
- День державного реєстратора (1 липня)
- День Військово-Морських Сил Збройних Сил України — перша неділя липня; 1-7 числа (встановлене у 1996 році, скасоване у 2008, відновлене у 2015 році)[4].
- День працівника державної податкової служби України (2 липня) (свято встановлене у 2005 році[5]; скасовано у 2013 році[1]).
- День судового експерта (4 липня).
- День працівника природно-заповідної справи (7 липня).
- День рибалки — 8 липня
- День бухгалтера та аудитора (16 липня).
- День медичного працівника (27 липня).
- День системного адміністратора — остання п'ятниця липня.
- День працівників торгівлі — остання неділя липня.

## Серпень
- День будівельника та День працівників ветеринарної медицини України (друга неділя серпня) — професійне свято працівників будівництва і промисловості будівельних матеріалів України.
- День археолога (15 серпня).
- День пасічника (19 серпня) — професійне свято бджолярів України.
- День авіації (остання субота серпня) — професійне свято військових і цивільних авіаторів та працівників авіаційної промисловості і транспорту України.
- День шахтаря (остання неділя серпня) — професійне свято працівників вугільної промисловості України.

## Вересень
- День нотаріату (2 вересня)
- День фізичної культури і спорту (друга субота вересня)
- День працівників нафтової, газової та нафтопереробної промисловості (друга неділя вересня)
- День адміністратора центру надання адміністративних послуг (6 вересня)
- День програміста (13 вересня, у високосний рік 12 вересня)
- День працівника лісу (третя неділя вересня)
- День рятівника (17 вересня) — святкують працівники аварійно-рятувальних служб, пожежної охорони, інших спеціальних формувань.
- Всеукраїнський день бібліотек (30 вересня)
- День машинобудівника (четверта неділя вересня)

## Жовтень
- День працівників освіти (перша неділя жовтня; 1-7 числа)
- День юриста (8 жовтня)
- День автомобіліста і дорожника (остання неділя жовтня) — професійне свято працівників автомобільного транспорту і дорожнього господарства України.
- День кадрового працівника (перша неділя жовтня)

## Листопад
- День залізничника (4 листопада) — професійне свято працівників залізничного транспорту України.
- День працівників радіо, телебачення та зв'язку (16 листопада) — професійне свято працівників радіо, телебачення та галузей зв'язку України.
- День працівників гідрометеорологічної служби (19 листопада) — професійне свято гідрометеорологів України.
- День працівників сільського господарства (третя неділя листопада)
- День працівника системи фінансового моніторингу (28 листопада) — професійне свято працівників системи фінансового моніторингу України.

## Грудень
- День працівників прокуратури (1 грудня)
- День Збройних Сил України (6 грудня)
- День працівників суду (15 грудня)
- День працівника державної виконавчої служби (17 грудня)
- День адвокатури (19 грудня)
- День енергетика (22 грудня)
- День працівника режимно-секретного органу (23 грудня)
- День шифруваної служби (23 грудня)